# Paseo de la Reforma
Il Paseo de la Reforma è uno dei viali più importanti di Città del Messico.

## Descrizione
Questo ampio viale divide in diagonale Città del Messico e venne costruito su ordine dell'imperatore Massimiliano I, per unire il Castello di Chapultepec con il Palazzo Nazionale. L'opera venne realizzata durante il Secondo Impero messicano, per opera dell'architetto ed ufficiale militare austriaco Ferdinand von Rosenzweig, che prese come modello i grandi boulevard europei come gli Champs-Élysées a Parigi. Originariamente venne chiamato "El Paseo de la Emperatriz", nome che cambiò nell'attuale quando la Repubblica venne restaurata.

## Storia
La prima fase della costruzione del viale inizia nel 1864 quando venne incaricato l'ingegnere austriaco Luis Bolland Khumackl. Questa prima fase comprese la costruzione del viale dalla rotonda de El Caballito fino ai limiti del Castello di Chapultepec.
Con la caduta dell'impero e il ritorno di Benito Juárez al potere rimasero in sospeso diverse opere ma si fecero comunque due importanti passi avanti per il "paseo": il primo fu cambiare il nome in "Paseo Degollado" nel 1867 e il secondo fu l'abolizione del carattere esclusivo della via nel 1872, originariamente era proibito alla gente comune attraversare il viale.
Durante il periodo presidenziale di Sebastián Lerdo de Tejada, ricominciarono i lavori di abbellimento e di urbanizzazione del paseo costruendo il ponte che lo collega con il parco di Chapultepec, si allargò la carreggiata centrale, vennero piantati nuovi alberi nelle aiuole laterali e si costruirono le prime quattro rotonde, con un diametro di 110 metri), a partire da quella di Carlo IV fino a quella della Palma (che aveva un diametro di 120 metri). In quest'epoca prese il suo nome di Paseo de la Reforma nel 1872.
Il maggior sviluppo del Paseo de la Reforma si ebbe durante la dittatura di Porfirio Díaz quando, nel 1877, venne inaugurata la prima grande rotonda (glorieta) con il monumento a Cristoforo Colombo e poi nel 1878 con la costruzione delle panchine di cantera e la collocazione dei piedistallo per sostenere le grandi anfore e le figure mitologiche che avrebbero circondato la carreggiata centrale.
Poco a poco la capitale iniziò a crescere e fu così che ai lati del Paseo iniziarono a crescere nuove zone urbane, e colonie architettoniche, Paseo Nuevo, Tabacalera, Cuauhtemoc e Juárez, tutte create nelle vicinanze delle nuove rotonde.
Nel 1877 si iniziò la costruzione della seconda grande rotonda che servì a ospitare la scultura dell'ultimo imperatore azteco Cuauhtémoc, inaugurata 10 anni dopo, il 21 agosto 1887.
Negli anni venti si iniziò la costruzione dell'estensione del viale verso la colonia di gran lusso conosciuta allora come Chapultepec Heights (attualmente chiamata Lomas de Chapultepec) e dopo fino all'entrata dell'autostrada di Toluca.
Tra gli anni 1948 e 1949 venne effettuato un restauro generale a carico del dipartimento centrale capitanato da Fernando Casas Alemán.
Nel 1959 Ernesto P. Uruchurtu iniziò i lavori di ampliamento fino alla zona nord-est della città, i quali terminarono nel 1964. Questo ampliamento del progetto fu di circa 2,6 km, dalla rotonda del Caballito fino alla colonia Peralvillo.

## Punti importanti da nord a sud
- Uno dei punti interessanti del Paseo è Tlatelolco, dove durante il terremoto del 1985 il tenore Plácido Domingo aiutò a salvare i suoi familiari.
- La glorieta dedicata a Cuitláhuac.
- A un lato del Paseo sorge la più antica colonia quella di Tepito
- La stazione di Garibaldi
- La glorieta dedicata a Simón Bolívar.
- La glorieta dedicata al General José de San Martin.
- La Stazione Hidalgo.
- La chiesa di san Giuda Taddeo.
- L'edificio della Lotteria Nazionale Messico
- L'edificio del Caballito
- Si trova la Camera di Commercio di Città del Messico.
- Il monumento a Cristoforo Colombo
- Il monumento a Cuauhtémoc il quale recentemente è stato spostato di 50 metri per facilitare il funzionamento del Metrobus, esattamente in questo punto c'è l'intersezione con l'Avenida de los Insurgentes.
- Il monumento alla Madre
- La Scuola Bancaria e Commerciale, la prima scuola commerciale del paese.
- La Borsa valori messicana.
- L'ambasciata degli Stati Uniti d'America
- La Colonna dell'indipendenza, il punto di ritrovo dei messicani quando la nazionale messicana vince.
- A un lato del Angel de la Independencia sorge la Zona Rosa zona di ristoranti, di alberghi.
- L'ambasciata del Giappone.
- La Fontana della Diana Cacciatrice
- L'ambasciata del Brasile
- La Torre Mayor
- Monumento a Luis Donaldo Colosio
- La glorieta dedicata ai Petrolieri Messicani, a partire da questo punto si trovano le abitazioni più esclusive di Città del Messico.

## Galleria d'immagini

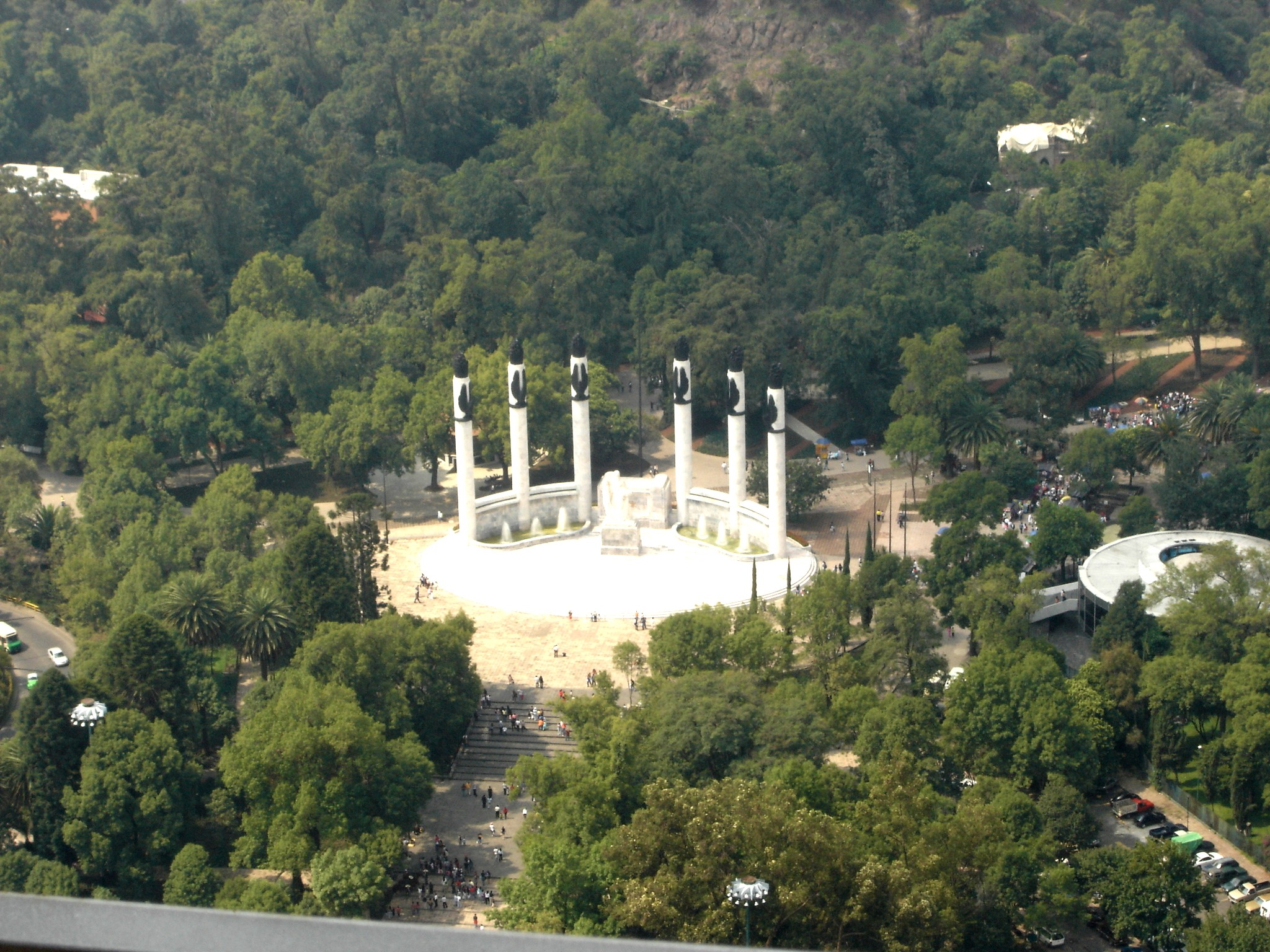
Monumento a los niños héroes.
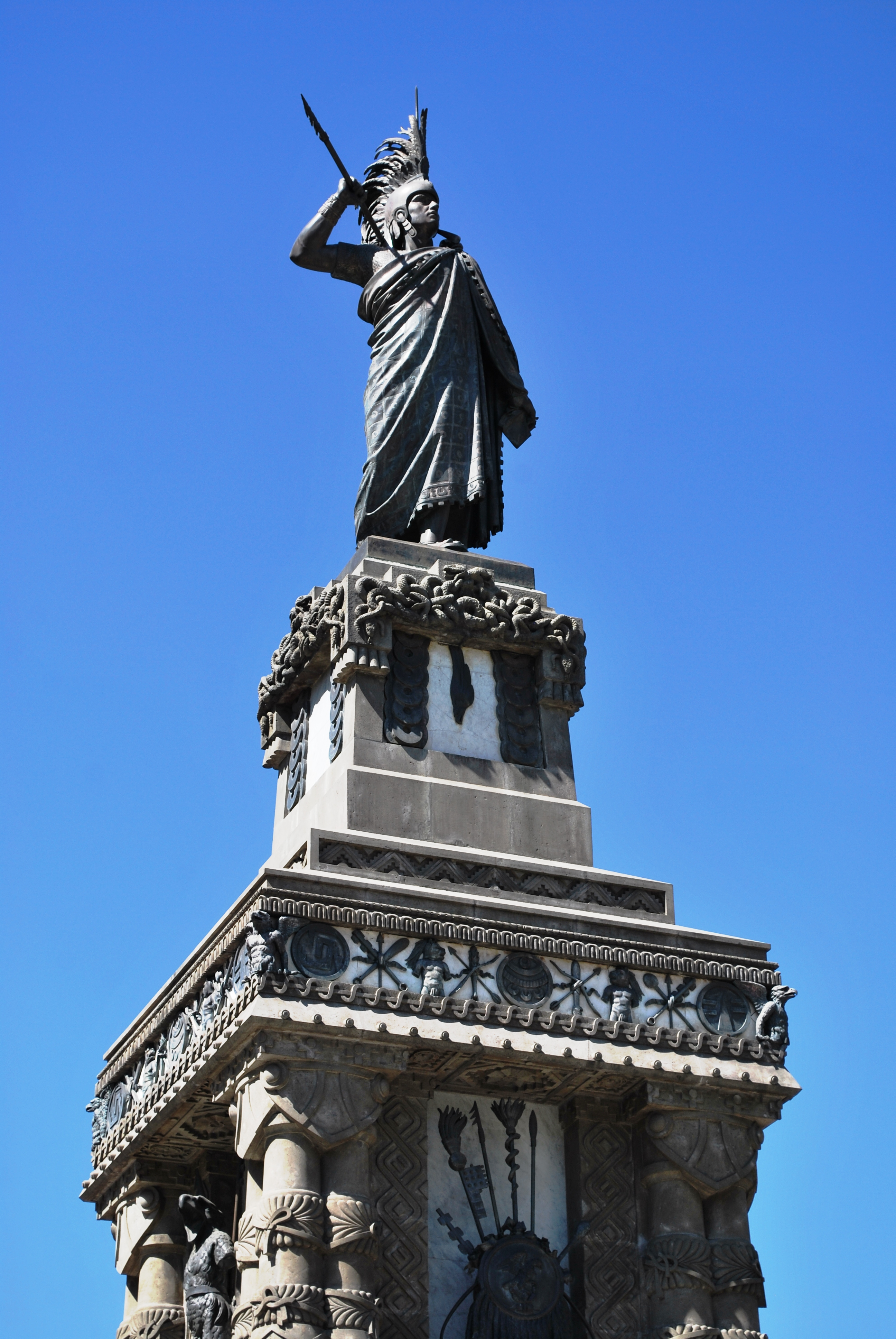
Monumento a Cuauhtemoc
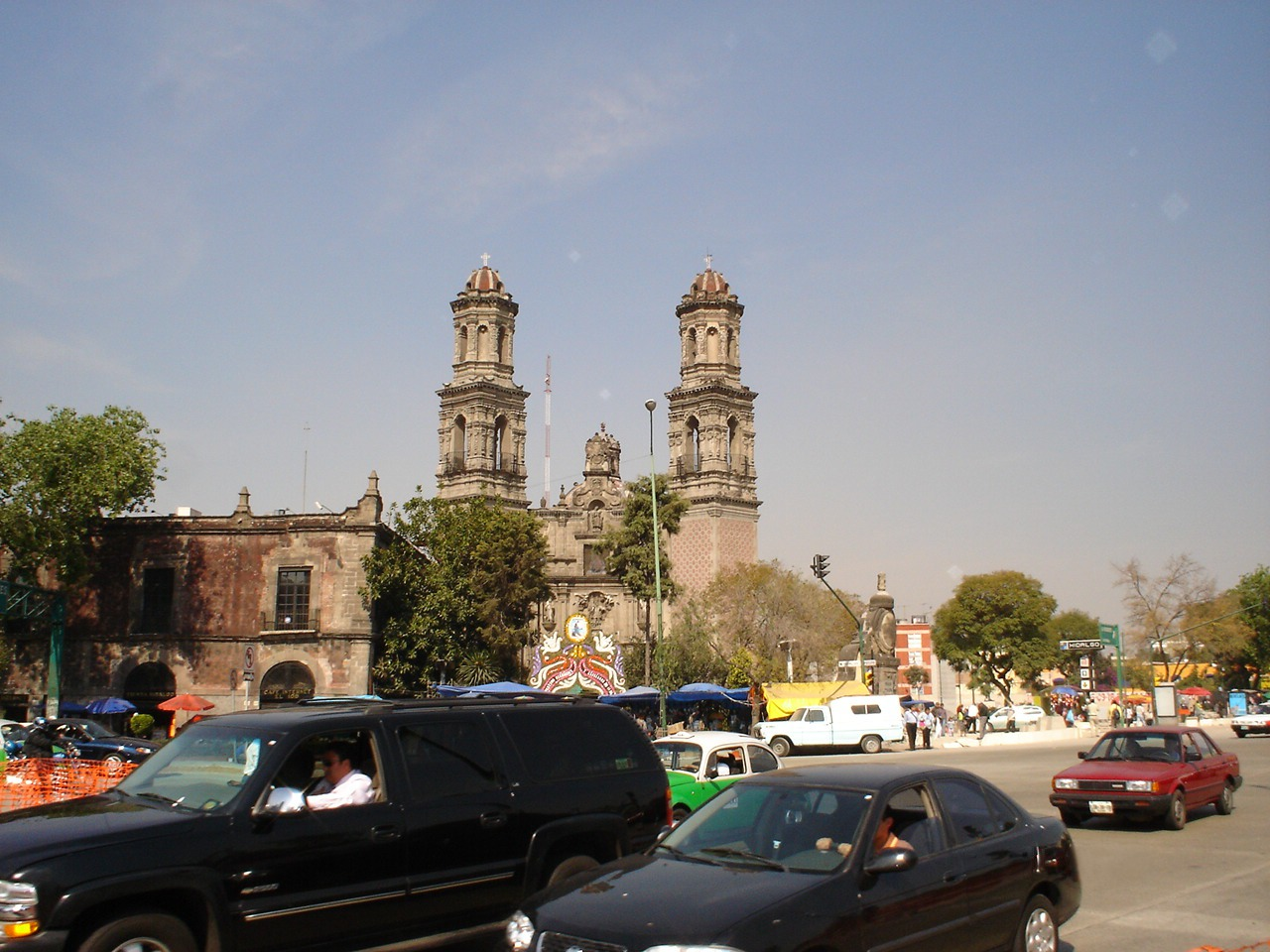
Iglesia de San Judas Tadeo
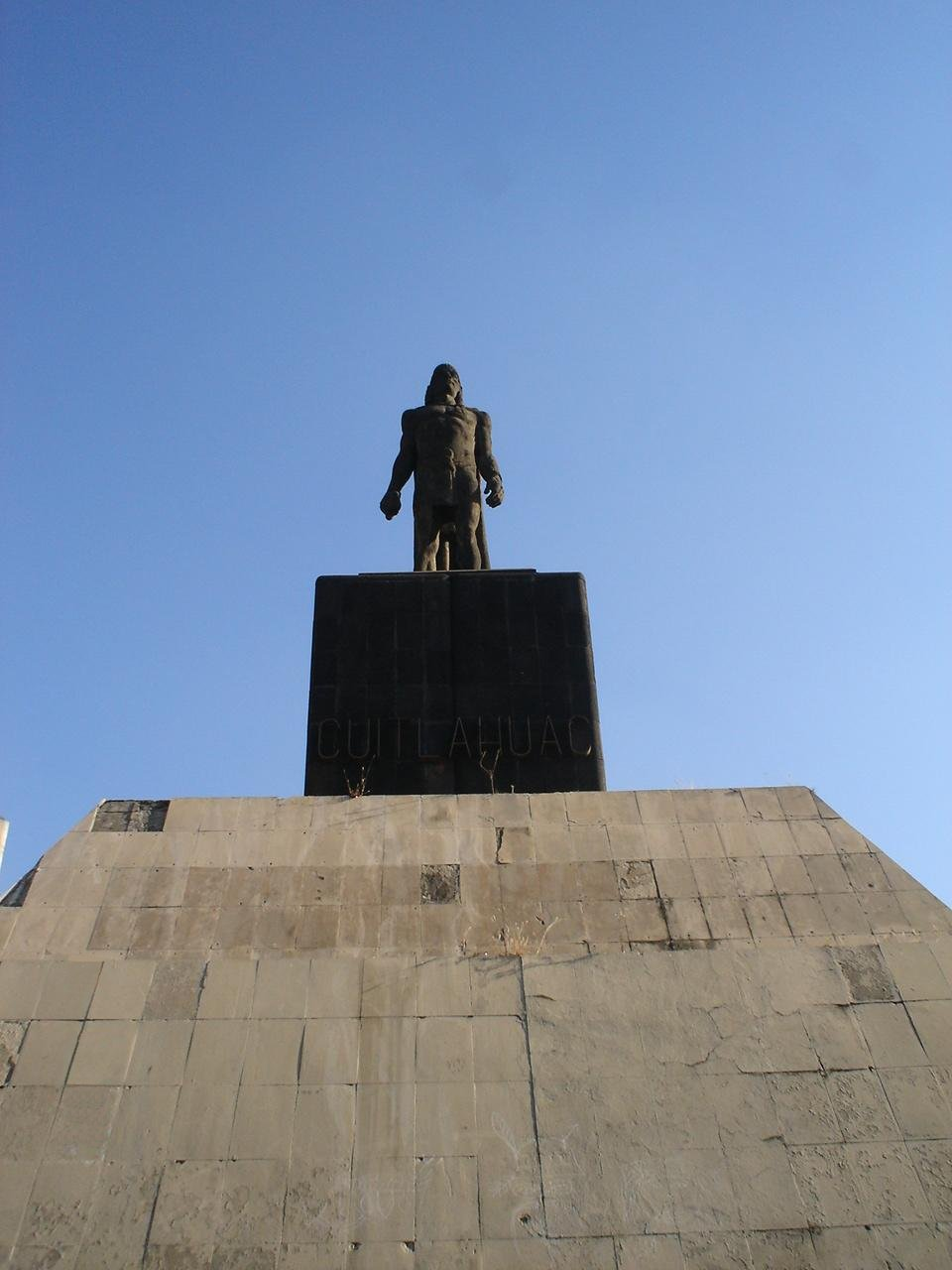
Monumento a Cuitláhuac
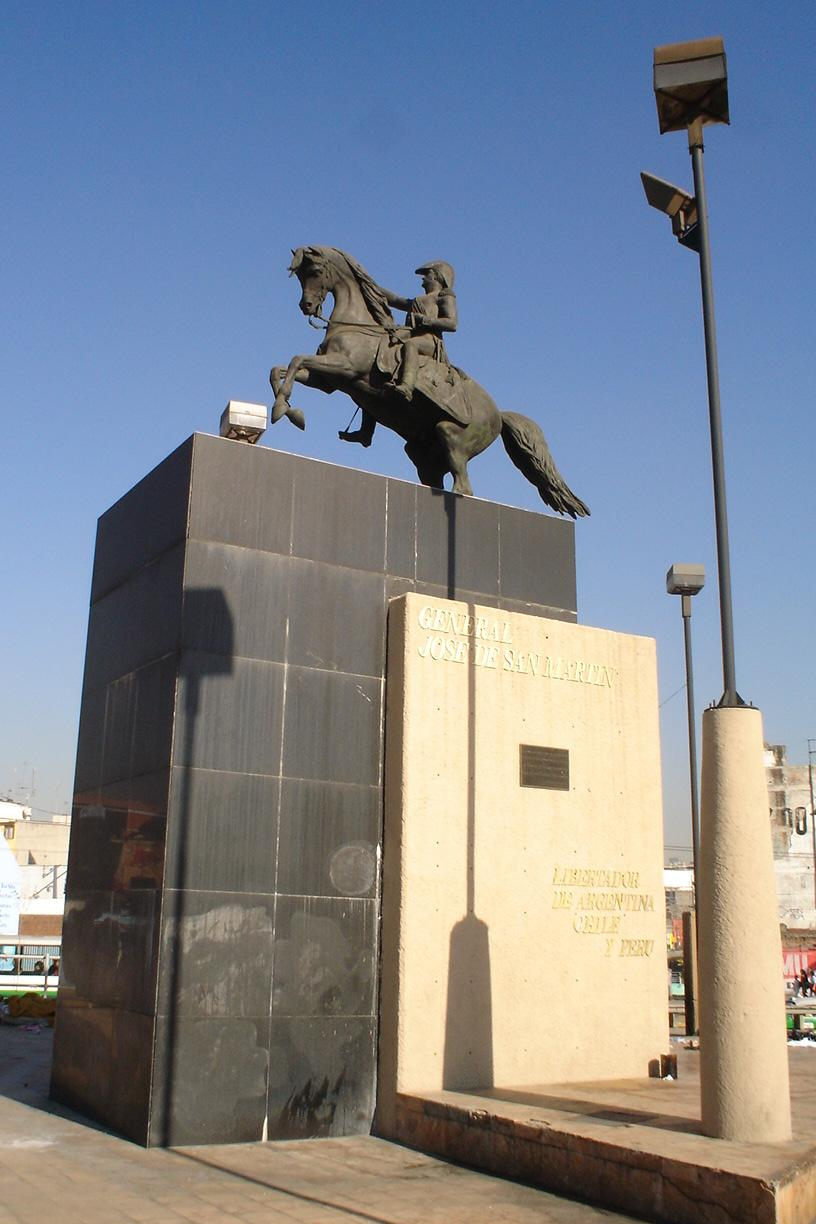
Monumento al General José de San Martín
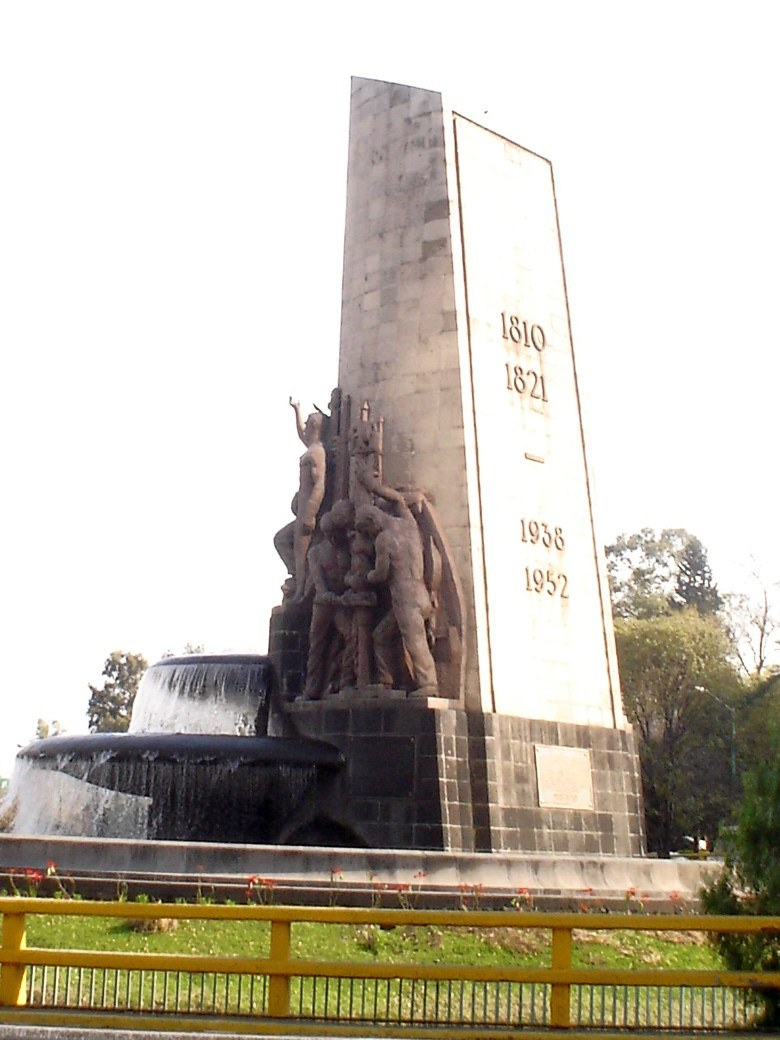
Glorieta de Petroleos Mexicanos